# Car Keys (Ayla)
«Car Keys (Ayla)» — песня бразильского диджея Alok и американской певицы Эйвы Макс, выпущенная 30 июня 2023 года лейблом Sony.

## Предыстория
24 апреля 2023 года английская музыкантша Джин Джин опубликовала фото на звонке Zoom, состоящем из Эйвы Макс, английской певицы Raye и бразильского диджея Alok. 11 мая Макс и Alok начали следить друг за другом в Instagram, предвещая возможное сотрудничество. Alok объявлял о песне на нескольких концертах, а также в Instagram. 20 июня вышел фрагмент песни. В песне есть семпл транс-песни немецкого диджея Ayla «Ayla».
Говоря о сотрудничестве, Alok сказал: «Эйва — та, с кем я давно хотел работать, и я не мог быть счастливее от опыта и результата», разделяя своё волнение от того, что мир услышит песню. Макс добавила, что это был «отличный опыт сотрудничества с Alok». Далее она положительно отзывалась о «процессе создания музыки», включая написание и съёмки видео.

## Музыкальное видео
Музыкальное видео вышло 19 июля 2023 года, съёмки проходили в Гамбурге и Сан-Паулу.

## Участники записи
Согласно Tidal и Spotify:
- Алок Петрилло — продюсер
- Аманда Эйва Кочи — вокал, автор
- Фридолин Вальчер — автор, продюсер
- Генри Уолтер — автор, продюсер
- Инго Кунзи — автор
- Джени Беннетт — автор
- Мэдисон Лав — автор
- Оливер Хелденс — автор, продюсер
- Рэйчел Кин — автор
- Иоганнес Бургер — продюсер
- Килиан Уилке — продюсер
- OHYES — продюсер
- Том Норрис — инженер-микшер

## Чарты
| Чарт (2023–2024)                                   | Высшая позиция |
| -------------------------------------------------- | -------------- |
| Беларусь Belarus Airplay (TopHit)                  | 44             |
| Бельгия/Фландрия (Ultratop 50)                     | 48             |
| Болгария Bulgaria International (PROPHON)          | 5              |
| Канада (Billboard CHR/Top 40)                      | 47             |
| СНГ (TopHit)                                       | 30             |
| Хорватия Croatia International Airplay (Top lista) | 3              |
| Чехия (Rádio — Top 100)                            | 29             |
| Эстония Estonia Airplay (TopHit)                   | 28             |
| Германия Germany Airplay (BVMI)                    | 30             |
| Германия Germany Download (Official German Charts) | 30             |
| Венгрия (Dance Top 40)                             | 1              |
| Венгрия (Rádiós Top 40)                            | 1              |
| Казахстан Kazakhstan Airplay (TopHit)              | 47             |
| Латвия Latvia Airplay (TopHit)                     | 3              |
| Литва Lithuania Airplay (TopHit)                   | 37             |
| Молдова Moldova Airplay (TopHit)                   | 43             |
| Нидерланды (Dutch Top 40)                          | 10             |
| Нидерланды (Single Top 100)                        | 37             |
| Новая Зеландия New Zealand Hot Singles (RMNZ)      | 34             |
| Никарагуа Nicaragua Anglo (Monitor Latino)         | 8              |
| Польша (Polish Airplay Top 100)                    | 6              |
| Румыния Romania Airplay (TopHit)                   | 87             |
| Россия Russia Airplay (TopHit)                     | 35             |
| Сан-Марино San Marino (SMRRTV Top 50)              | 48             |
| Словакия (Rádio — Top 100)                         | 51             |
| Республика Корея South Korea BGM (Circle)          | 84             |
| Швеция Sweden (Sverigetopplistan)                  | 76             |
| Украина Ukraine Airplay (TopHit)                   | 126            |
| Великобритания UK Singles Downloads (OCC)          | 91             |
| Великобритания UK Singles Sales (OCC)              | 95             |
| США (Billboard Hot Dance/Electronic Songs)         | 26             |

| Чарт (2023)                           | Высшая позиция |
| ------------------------------------- | -------------- |
| Беларусь Belarus Airplay (TopHit)     | 48             |
| СНГ CIS Airplay (TopHit)              | 36             |
| Эстония Estonia Airplay (TopHit)      | 36             |
| Казахстан Kazakhstan Airplay (TopHit) | 47             |
| Латвия Latvia Airplay (TopHit)        | 5              |
| Литва Lithuania Airplay (TopHit)      | 37             |
| Румыния Romania Airplay (TopHit)      | 95             |
| Россия Russia Airplay (TopHit)        | 44             |

| Чарт (2023)                           | Позиция |
| ------------------------------------- | ------- |
| Беларусь Belarus Airplay (TopHit)     | 162     |
| СНГ CIS Airplay (TopHit)              | 120     |
| Эстония Estonia Airplay (TopHit)      | 144     |
| Венгрия (Dance Top 40)                | 29      |
| Венгрия (Rádiós Top 40)               | 63      |
| Латвия Latvia Airplay (TopHit)        | 57      |
| Литва Lithuania Airplay (TopHit)      | 90      |
| Нидерланды Netherlands (Dutch Top 40) | 34      |
| Польша (Polish Airplay Top 100)       | 65      |
| Россия Russia Airplay (TopHit)        | 152     |

| Чарт (2024)             | Позиция |
| ----------------------- | ------- |
| Венгрия (Dance Top 40)  | 4       |
| Венгрия (Rádiós Top 40) | 3       |

## Сертификации
| Регион                                                                      | Сертификация | Продажи |
| --------------------------------------------------------------------------- | ------------ | ------- |
| Бразилия (ABPD)                                                             | Платиновый   | 40 000  |
| Венгрия (Mahasz)                                                            | Золотой      | 2000    |
| Польша (ZPAV)                                                               | Платиновый   | 50 000  |
| Данные о продажах + прослушиваниях приведены только на основе сертификации. |              |         |